# 赣文化

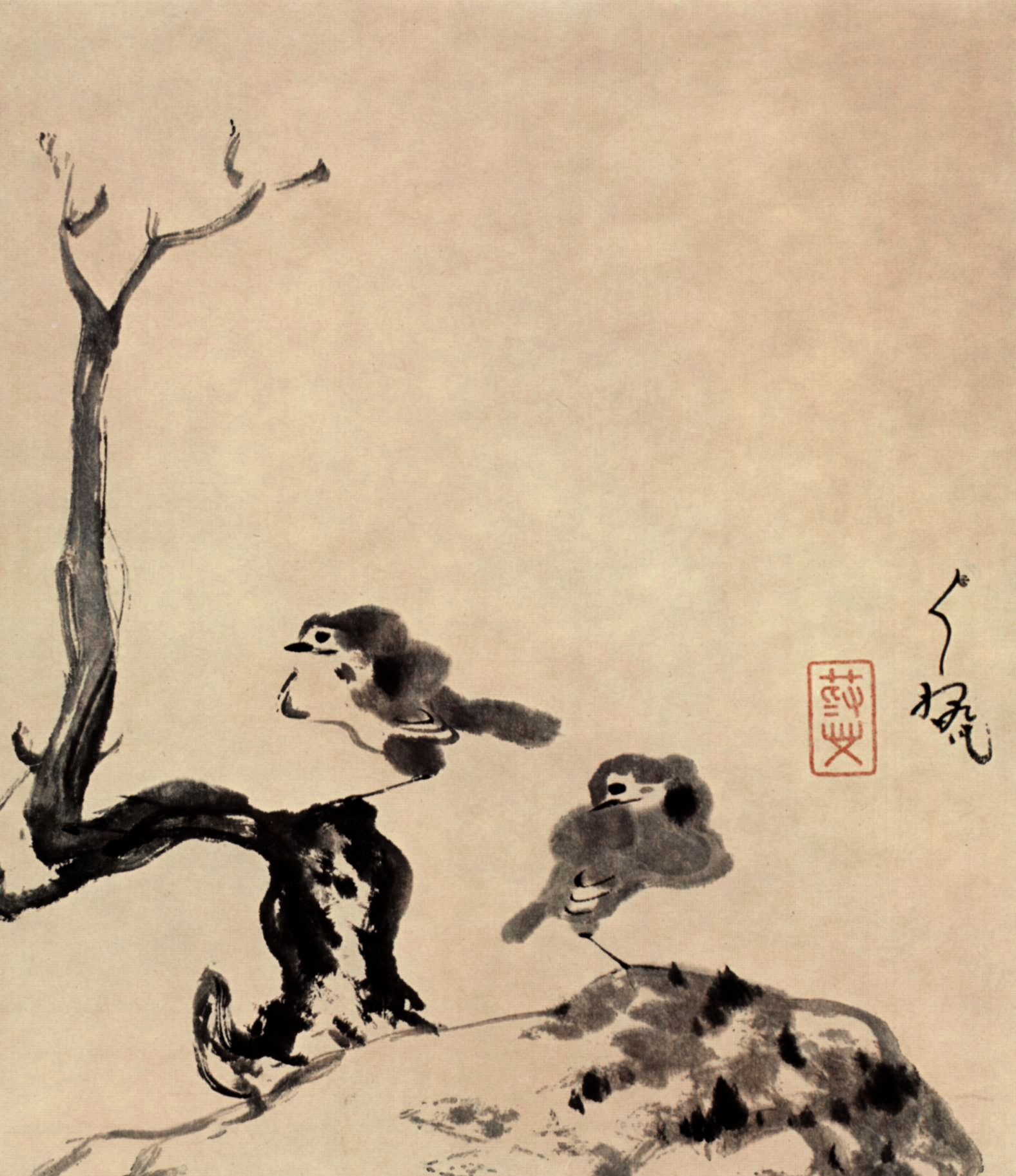
八大山人作品

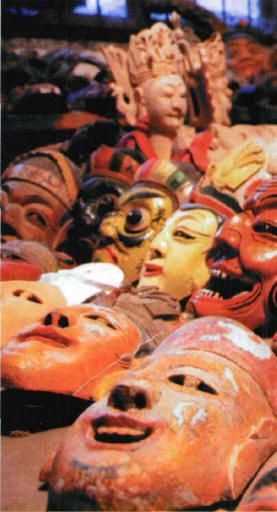
儺戲面具

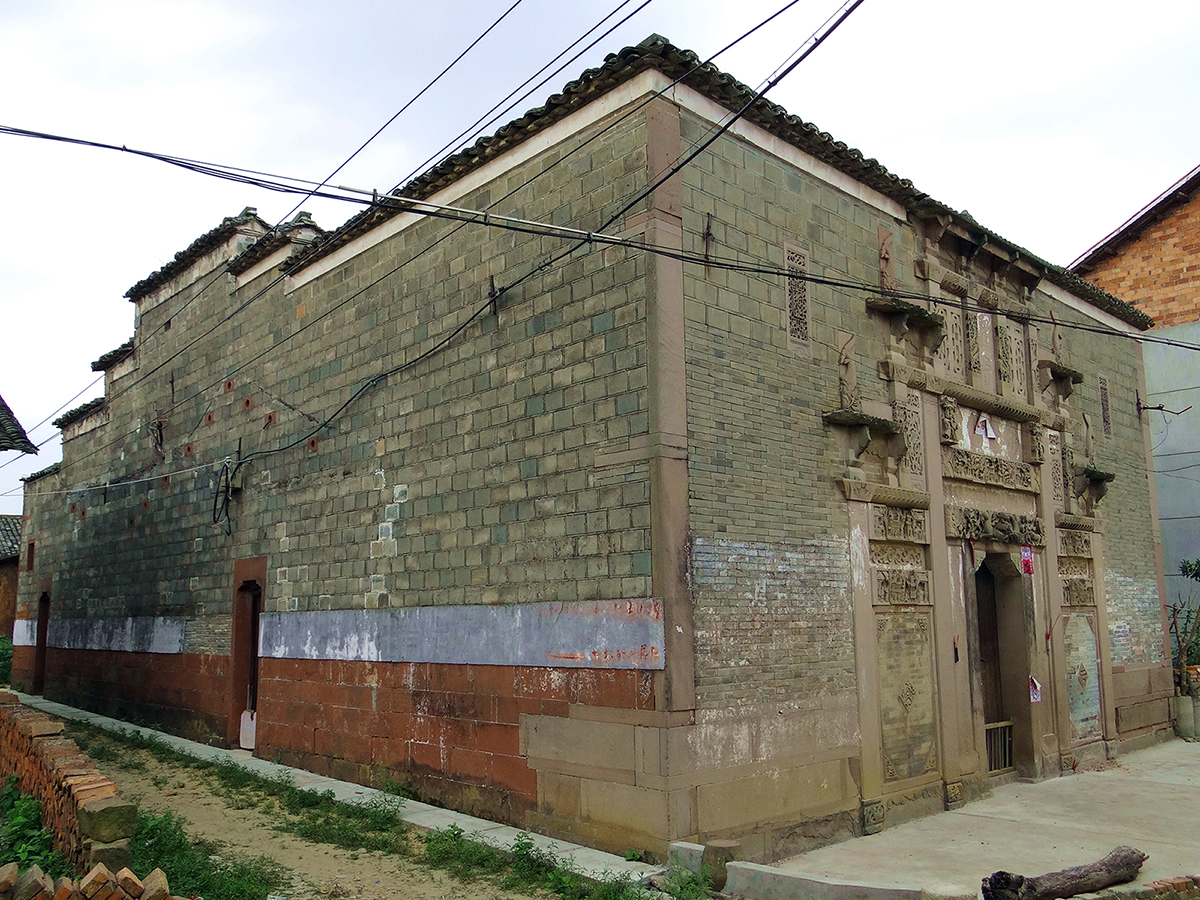
赣式牌头屋

赣文化，指赣地从古至今所创造的物质文明和精神文明的所有成果。赣文化在上古时代脱胎于越文化、吴文化，在两千多年中不断和中原文化融合，最终发展成爲如今的贛文化。赣文化經常以「文節俱高」作為自身形象的總結。

## 历史
赣文化在上古時代脫胎於百越文化、吳楚文化，在兩千多年中不斷接受華夏文化的浸染，最終發展出獨特於世的江西本地文化。她是以江右人民的生產實踐為基礎、以贛鄱農業文明為核心，歷經數千年發展起來的一種特色文化。萬年仙人洞文化見證了江西上萬年的水稻耕作歷史，自然條件的優渥使得江西農業非常發達，隨著人口的繁盛也就有「萬點青山萬戶煙」的江南景緻。但也因為如此，東、南、西三面環山，北面臨江的江西地理使得贛地人民戀於溫飽、安分守故。江西人的「官本位」意識濃重，但又好於爭訟。北宋袁州（今宜春）知州楊侃就說，如果官員不「自紊其法」，那麼「民知法是易治」。這也得利於江西書院教育興盛、科舉文化強勢的歷史傳統，“耕讀傳家”被公認為處世準則。
注重自身修行是江西人的重要思想。儒學的綱常道德歷來都是最為江西人的標準價值取向。秦漢之際吳芮，以百越王而進奉漢朝，即便劉邦寡義也仍得善終。東漢徐稚不與世合污，公舉為南州高士。歷史上江西官吏一經上任，即刻便要禮祀孺子祠、祭掃孺子墓。南宋文人李道傳就評價說：
竊觀國朝文章之士，特盛於江西，如歐陽文忠公、王文公、集賢殿學士劉公兄弟、中書舍人曾公兄弟、李公泰伯、劉公恕、黃公庭堅……此八九公所以光明俊偉，著於時而垂於後者，非以其文，以其節也。蓋文不高則不傳，文高矣，而節不能與俱高，則雖傳而不久。
江西文人一生都以研究品學道德為炙求。朱熹愛「道問學」，陸九淵好「尊德性」。鵝湖寺一辯後，二者都覺悟到要「去短集長」，在書院講書以開曉世人。而優良的道德情操在亂世表現的尤為突出，晉朝的陶淵明便不為五斗米而折腰。唐朝的盧肇即便熟識當朝宰相李德裕也不願在科場上走後門。北宋王安石在阻力重重的政治壓力下依然執着施行變法改革。南宋永新八子弟（劉、顏、張、段、吳、龍、左、譚）在抗元兵敗的情形下毅然率3000隨眾跳潭殉節。明初朱棣奪政，黃子澄等江西士人「忠憤激發，視刀鋸鼎鑊甘之如飴，百世而下，凜凜猶有生氣」。明末南昌城破，姜曰广留绝命词举家三十二口投塘成仁。清初寧都的「易堂九子」、星子的「髻山七子」持節堅不出仕。
隋唐以來，江西的書院教育昌盛，儒學研究盛行。曾鞏便說世人慕學發憤，讀《詩》《書》六藝，「其人入之深，則雖更衰世而不亂」，「君夫正心修身，為國家天下之大務，則在其進之而已」。而對於哲學道理，陸九淵更有見解，他強調「自立、自重」，主張「人當先理會所以為人」，一生立志「求道、明道、踐道」。他認為讀書人應該與師友問難辯詰，但個人主見就「思則在己」，同時一併指出「學苟知本，六經皆我註腳」，「萬物森然于方寸之間，滿心而發，充塞宇宙，無非此理。」以陸九淵為首的江西心學如此發達，黃宗羲便指明說「姚江之學，惟江右得其正傳」。
江西文人的哲學思想帶動其他學術領域的一併強盛。陶淵明開創中國田園詩的新天地，歐陽修領軍古文革新運動，王安石率先倡導道德性命之學，劉敞等帶動宋人評議漢儒之風，黃庭堅的「脫胎換骨、點石成金」之詩風更發展出江西詩派的驚然出世，楊萬里文采活脫之特色使其遠超同輩，湯顯祖的戲劇更是建立元曲之基礎。治史方面，江西人更是卓有巨功，歐陽修獨撰《新五代史》、合撰《新唐書》，編寫《集古錄》。樂史的《太平寰宇記》、徐夢莘的《三朝北盟彙編》、馬端臨的《文獻通考》都是開創治史新風重要典籍。劉恕、劉攽更是同時貢獻了史學巨著《資治通鑒》的編撰工程。地理學方面，汪大淵的《島夷志略》是中西交流史上的史詩巨篇，朱思本繪製的《輿地圖》精確度遠勝前人。科技方面，張潛的《浸銅要略》是中國古代唯一的煉銅專著，曾安止的《禾譜》是驚世的水稻品種巨作，宋應星的《天工開物》成為當世最全的農業手工業百科全書，趙友欽的《革象新書》把天文曆法知識投入人類生活試驗中，科學說明「小孔成像」的原理。此外洪遵的《泉志》、周德清的《中原音韻》，雷發達（樣式雷）的建築工藝，董奉的藥學理論，八大山人、蔣士銓、陳寅恪等近世人的学术成就，都在不同的領域詮釋了江西文化的多元性，包容性。
明清江右商帮的兴起与净明道教的改革有很大关系。净明道强调，以忠孝为本，敬天崇道，诚心正念，方寸净明，积功累德，就可得道成仙。净明道教经过这一改革适应了社会经济的历史发展，让当时一大批江西儒生和工商人士看到了净明道倡导真忠真孝，诚实守信，要求信众大力从事世俗事业。万寿宫一般是各地江右商帮的聚会中心。

## 延伸閱讀
- 《論贛文化特徵的模糊與凸現》，江冰，1994年
- 《眺望新世紀的絢麗霞光──「贛文化與21世紀」學術研討會綜述》，傅修延，1994年
- 《亞沿海──贛文化的地域特徵》，安文，1994年
- 《高揚起再塑贛文化的大旗──試論贛文化的研究對象》，鄭克強，1995年
- 《贛文化的輝煌與再創》，周紹森，1995年
- 《關於贛文化研究的若干問題》，鍾起煌，1996年
- 《區域主體意識的覺醒地域特色文化的復興———關於「贛文化熱」的幾點思考》，黃南南，1997
- 《「贛文化」芻議》，張翊華，2000年

## 外部連結
- 贛文化網 （页面存档备份，存于）
- 江西文明網 （页面存档备份，存于）